# Bulgan járás (Bulgan)
Bulgan járás (mongol nyelven: Булган сум) Mongólia Bulgan tartományának egyik, azonos nevű járása. 
Székhelye Bulgan (Булган), mely a tartomány székhelye is. 330 km-re fekszik Ulánbátortól.